# Theodor Brannekämper
Theodor „Theo“ Brannekämper (* 22. September 1900 in München; † 5. Januar 1989) war ein deutscher Bauingenieur und Architekt.

## Leben
Brannekämper studierte Bauingenieurwesen an der TH München und wurde zum Dr.-Ing. promoviert. 1934 machte er sich mit einem ausführenden Unternehmen des Hoch- und Grundbaus selbstständig. In der Zeit des Nationalsozialismus wurde er als Bauunternehmer in der Bautruppe der Organisation Todt in Frankreich und Russland eingesetzt.
Theo Brannekämper war nach Ende des Zweiten Weltkrieges Bauunternehmer sowie Dombaumeister in München und wesentlich im Wiederaufbau der Stadt engagiert.
Er galt als Experte für Bodenmechanik und schwierige Gründungen. Er war bei zahlreichen Bauprojekten in Bayern, insbesondere München, tätig wie bei der Stabilisierung des Turms der Münchener Theatinerkirche, dem Wiederaufbau der Münchner Frauenkirche, dem Nationaltheater München, Schloss Fürstenried sowie des Maximilianeums oder dem Würzburger Dom.
1959 wurde er von Kardinal-Großmeister Nicola Canali zum Ritter des Ritterordens vom Heiligen Grab zu Jerusalem ernannt und am 5. Dezember 1959 im Kölner Dom durch Lorenz Kardinal Jaeger, Großprior des Ordens, investiert.
Er wurde am Münchener Waldfriedhof (Alter Teil) bestattet (Grab 110-W-02).
Sein Enkel ist der Architekt und Politiker Robert Brannekämper.

## Ehrungen
- Bundesverdienstkreuz 1. Klasse (9. September 1954)[6]
- Ritter vom Heiligen Grab (1959)
- Bayerischer Verdienstorden

## Schriften
- Die Gründungskonstruktionen und die Grundwasserverhältnisse im Haupt- und Nebengebäude des Ansbacher Schlosses, Staatl. Hochbauamt München 1966
- zusammen mit Karl Abenthum, Karl Gustav Fellerer: Der Münchener Liebfrauendom nach seiner Wiederherstellung, Verlag Keller & Burkardt 1978